# 締約上過失
締約上過失（拉丁語：culpa in contrahendo）為德國學者耶林（Rudulf v. Jhering）於1861年所提出的一種法律概念，且現為多數大陸法系國家的契約法中的一個重要的概念。其屬於一種特殊的民事責任制度，介於契約責任和侵權責任之間。其主要的概念是，當事人因自己之過失而導致契約不成立或無效時，對於信其契約為有效成立的相對人，應該要賠償其因為此種信賴而生的損害（信賴利益）。
譬如說，住在臺北的甲欲將其位於臺東山上的房子賣給乙，而雙方在訂立契約後，甲才發現該屋早已被签订之前的某次的颱風給摧毀了（如果发生于造成房屋损毁的台风在合约签订之后发生，可视为不可抗力），此時甲對於非因過失而信賴該契約為有效致生損害的乙便要負損害賠償責任。

## 各地相关法规

### 德國
耶林在1861年提出了締約上過失的概念後，雖然在1900年的德國民法典(BGB)已有將此概念納入，但卻未設有一般性的規定，而僅對於意思表示錯誤的撤銷（第122條第2項）、自始客觀給付不能（第307條）、無權代理（第179條）的部分設有明文。不過在2002年的德國民法修正中，終於在第311條規定了締約上過失的一般性規定。

### 中華民國
中華民國現在施行的民法於制定時採取了德國的立法例，因此也繼受了德國民法關於締約上過失的相關制度規定，最初的中華民國民法對此亦未對於締約上過失設有一般性的規定，其主要在下列3個條文中設立締約上過失的規定，首先是在總則編中的第91條（本條相當於德國民法122條）關於意思表示錯誤之撤銷，其規定：「依第八十八條及第八十九條之規定撤銷意思表示時，表意人對於信其意思表示為有效而受損害之相對人或第三人，應負賠償責任。但其撤銷之原因，受害人明知或可得而知者，不在此限。」接著於債編中也有兩條與締約上過失相關的條文，包含第110條（相當於德國民法179條）就無權代理的規定，還有第247條第1項（相當於德國民法307條）關於自始客觀給付不能的規定。
然而在經過數年的檢討與討論後，中華民國於1999年終於就民法債編完成了修正，而本次修正的其中一大重點便是於民法中設立了締約上過失的一般性條款，其第245條之1規定：

「契約未成立時，當事人為準備或商議訂立契約而有左列情形之一者，對於非因過失而信契約能成立致受損害之他方當事人，負賠償責任：

一、就訂約有重要關係之事項，對他方之詢問，惡意隱匿或為不實之說明者。

二、知悉或持有他方之秘密，經他方明示應予保密，而因故意或重大過失洩漏之者。

三、其他顯然違反誠實及信用方法者。

前項損害賠償請求權，因二年間不行使而消滅。」

而中華民國學者在討論本條時，大多認為在適用民法245條之1時，必須要符合下列幾個要件：
1. 違反先契約義務
2. 致他方當事人受有損害
3. 侵害行為和損害間有因果關係
4. 加害人有可歸責之事由，且具備行為能力

### 中華人民共和国
1999年制定的中華人民共和國合同法中亦於第42條明確的就締約上過失制度設立了一般性的規定

第42條

「当事人在订立合同过程中有下列情形之一，给对方造成损失的，应当承担损害赔偿责任：

（一）假借订立合同，恶意进行磋商；

（二）故意隐瞒与订立合同有关的重要事实或者提供虚假情况；

（三）有其他违背诚实信用原则的行为。」

除此外，第43條亦屬締約上過失的規定，由上可知中國的合同法亦明確的接納了締約上過失的制度。

## 參照
1. ↑  本條規定：「無代理權人，以他人之代理人名義所為之法律行為，對於善意之相對人，負損害賠償之責。」
2. ↑  本條規定：「契約因以不能之給付為標的而無效者，當事人於訂約時知其不能或可得而知者，對於非因過失而信契約為有效致受損害之他方當事人，負賠償責任。」